# Koperszadzka Grań

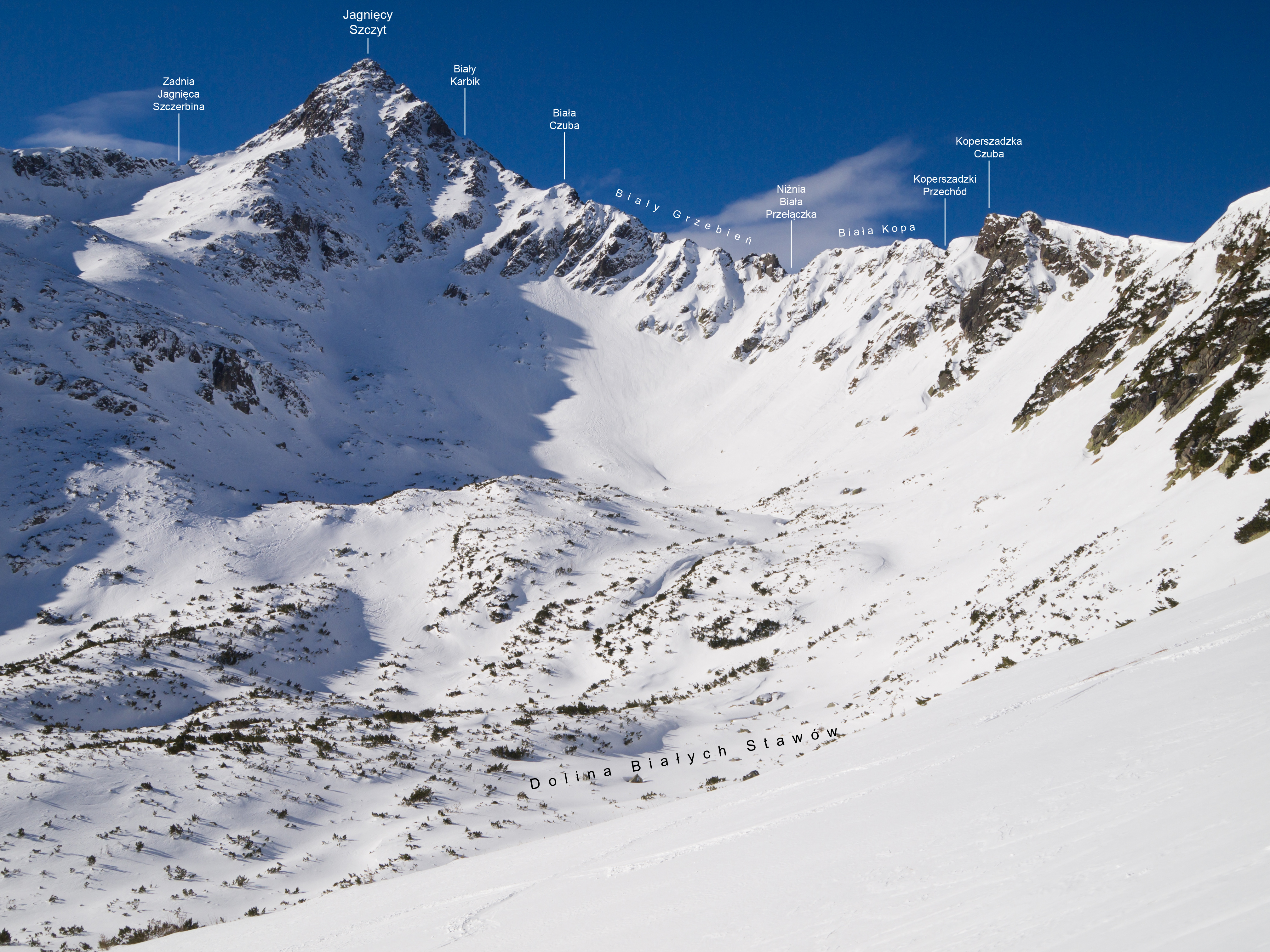
Jagnięcy Szczyt i Koperszadzka Grań z Doliny Białych Stawów

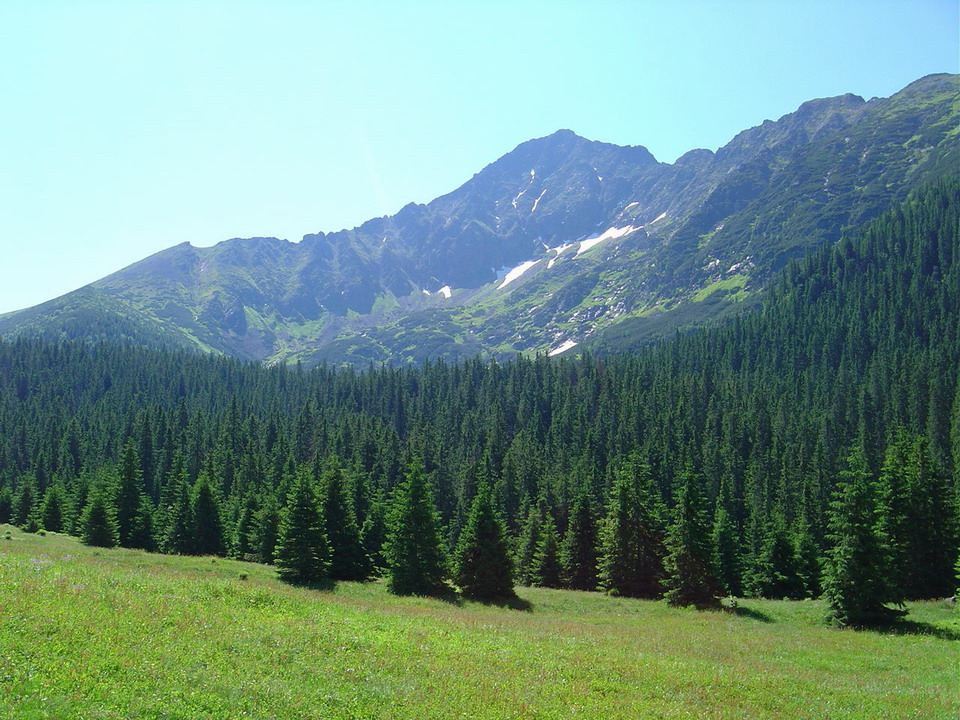
Jagnięcy Szczyt z Doliny Zadnich Koperszadów, Koperszadzka Grań na lewo od szczytu

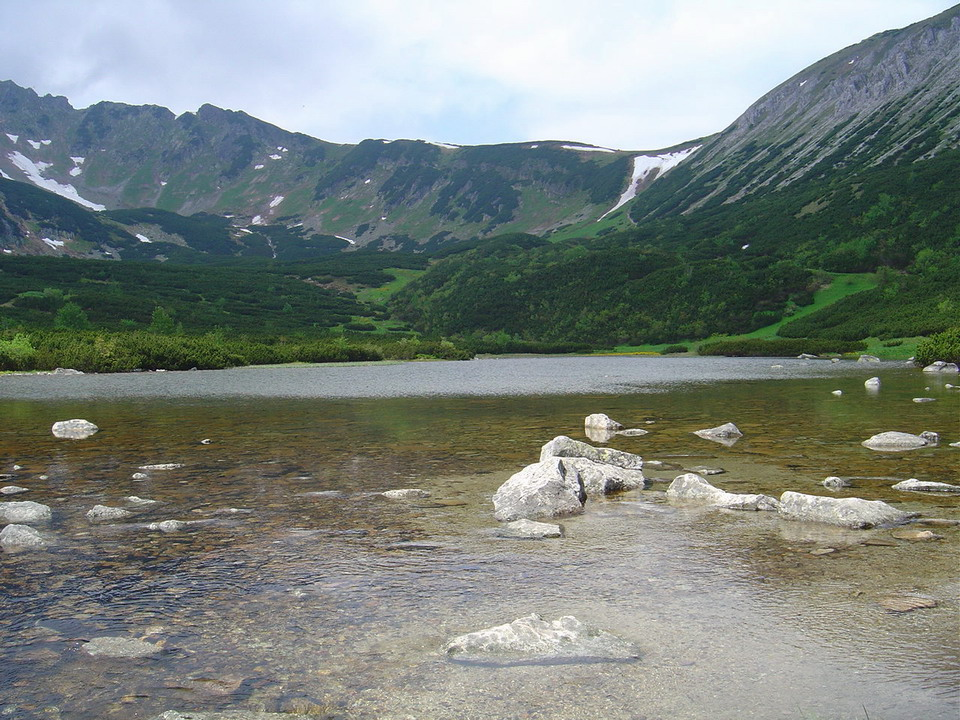
Dolna część grani i Wyżnia Przełęcz pod Kopą, widoczne znad Wielkiego Białego Stawu

Koperszadzka Grań (słow. Meďodolský hrebeň, niem. Schachtgrat, Schächtegrat, węg. Tárna-gerinc) – grań będąca północno-wschodnim zakończeniem grani Tatr Wysokich na Słowacji.

## Topografia
Grań jest jedną z czterech opadających z wierzchołka Jagnięcego Szczytu (Jahňací štít, 2230 m). Najniższa część grani opada na Przełęcz pod Kopą (dokładnie: na Pośrednią Przełęcz pod Kopą), stanowiącą granicę między Tatrami Wysokimi a Bielskimi. Grań oddziela od siebie Dolinę Zadnich Koperszadów i jej odgałęzienie – Dolinę Skoruszową na północnym zachodzie – od Doliny Białych Stawów (odgałęzienie Doliny Kieżmarskiej) na południowym wschodzie. Zachodnie ściany górnej części grani opadają do Jagnięcego Kotła.
W Koperszadzkiej Grani wyróżnia się następujące obiekty (słowackie nazwy według czterojęzycznego słownika, wysokości według atlasu satelitarnego):
- niższy wierzchołek Jagnięcego Szczytu,
- przełączka Biały Karbik (Biely zárez),
- Biały Kopiniak (Biela kôpka),
- Wyżnia Biała Przełączka (Vyšná biela štrbina),
- Biała Czuba (Biely zub, 2044 m),
- Pośrednia Biała Przełączka (Prostredná biela štrbina),
- Biały Grzebień (Biely hrebeň, 1944 m) – krótki płaski odcinek grani,
- Niżnia Biała Przełączka (Nižná biela štrbina),
- Biała Kopa (Biela kopa),
- Koperszadzki Przechód (Biely priechod),
- Koperszadzka Czuba (Jahňací hrb, 1925 m),
- Koperszadzki Zwornik (Jahňací uzol, ok. 1900 m[3]), od którego ku północnemu zachodowi odchodzi Kudłaty Dział.

Grań główna Tatr poniżej Koperszadzkiej Czuby opada na szeroką Przełęcz pod Kopą. Jeszcze przed najbliższym siodłem w grani (Pośrednią Przełęczą pod Kopą) na wschód odgałęzia się od niej grań, w której za Wyżnią Przełęczą pod Kopą wznosi się Bielska Kopa.

## Geologia
Pod względem budowy geologicznej grań jest stosunkowo zróżnicowana. Partie górne tworzą skały krystaliczne trzonu Tatr Wysokich, zaś dolne – skały osadowe, przede wszystkim piaskowce i łupki. Rejon znany jest jednak z występującego tu zlepieńca koperszadzkiego – skały powstałej w permie ze zniszczonych granitów i skał wulkanicznych, a przed pojawieniem się osadów węglanowych. Dzisiaj zlepieńce znajdują się na skałach granitowych i pod piaskowcami. Koperszadzka Grań jest jedynym miejscem w Tatrach, w którym występuje ta skała, przypominająca czerwoną glinę z osadzonymi otoczakami granitu.

## Nazwa
Nazwa grani, podobnie jak sąsiednich dolin Zadnich Koperszadów i Przednich Koperszadów, powstała w XVIII wieku i pochodzi z języka niemieckiego: rejon ten zwano Kupferschachtami (Kupferschächte), co oznacza „szyby miedzi” – przez pewien czas wydobywano tu rudy miedzi.

## Historia wejść
Cała grań oraz opadające z niej stoki były dawniej terenem myśliwskim, w dolnej części prowadzono też wypas owiec i działalność górniczą. Pierwsze odnotowane przejścia Koperszadzkiej Grani (bez obejść):
- latem – Károly Jordán i Richard Schwicker – 27 maja 1907 r.
- zimą – Klara Hensch, Valentin Hajts i Gábor Seide – 15 lutego 1926 r.

Fragmenty grani przechodzono już znacznie wcześniej. Możliwe, że 9 sierpnia 1793 schodził tędy z Jagnięcego Szczytu Robert Townson z przewodnikiem Hansem Grossem. Dokładna trasa ich wędrówki nie jest jednak znana, mogli iść na Przełęcz pod Kopą nie Koperszadzką Granią, lecz przez Zadnią Jagnięcą Szczerbinę i obok Żółtego Stawku.